# Adam Jan Karpiński
Adam Jan Karpiński (ur. 26 maja 1949 w Strzelinie) – polski filozof i socjolog, doktor habilitowany nauk humanistycznych w zakresie filozofii, nauczyciel akademicki zatrudniony na Uniwersytecie Gdańskim.

## Wykształcenie i kariera zawodowa
W 1966 po ukończeniu liceum ogólnokształcącego w Sochaczewie wstąpił do Oficerskiej Szkoły Radiotechnicznej w Jeleniej Górze. Od 1969 jako żołnierz zawodowy pełni służbę w Marynarce Wojennej. W 1979 ukończył studia na Wydziale Pedagogicznym Wojskowej Akademii Politycznej. W latach 1979–1992 zatrudniony w Wyższej Szkole Marynarki Wojennej, a później Akademii Marynarki Wojennej. W 1985 broni dysertację doktorską pt. „Znaczenie teorii religii Fryderyka Engelsa dla współczesnych kontrowersji ideologicznych”. W 1990 uzyskuje stopień doktora habilitowanego na podstawie rozprawy pt. „Próba rekonstrukcji przesłanek teoretycznych koncepcji kultury i religii Karola Marksa".
W 1993 zatrudniony w Wyższej Szkole Pedagogicznej w Słupsku, od 1998 na Uniwersytecie Gdańskim. Ponadto w latach 1998-2005 pracował w Bałtyckiej Wyższej Szkole Humanistycznej w Koszalinie. Od 2002 roku zatrudniony także w Gdańskiej Wyższej Szkole Administracji.

## Poglądy
W swojej pracy naukowej weryfikuje hipotezę o wyczerpaniu się dominującego obecnie podmiotowo-przedmiotowego paradygmatu naukowego. Skutkiem tego ma być kryzys kultury współczesnej. Stoi na stanowisku, że współczesny człowiek dojrzał do tego aby przestać myśleć o świecie w kategoriach podmiotowo-przedmiotowych i przejść do myślenia w kategoriach podmiotowo-podmiotowych. Uważa, że aby postulat ten mógł być zrealizowany koniecznym jest stworzenie nowej filozofii, radykalnie odmiennej od zachodnioeuropejskiej. Swoją próbę budowy nowej filozofii przyszłość określa mianem sofiologii. Jako badacz zaangażowany jest w studiowanie klasycznej filozofii niemieckiej, filozofii społecznej, filozofii polskiej i rosyjskiej. Na gruncie filozofii rosyjskiej poszukuje współczesnej idei słowiańskiej, którą uważa za niezbędną dla urzeczywistnienia na ziemi zasady antropicznej.
Za najważniejszych swoich mistrzów i pedagogów uważa: Józefa Borgosza, Mirosława Nowaczyka, Andrzeja Nowickiego, Stanisława Kozyra-Kowalskiego, Władysława Pałubickiego, Witolda Tylocha.

## Działalność społeczna
Prezes powstałego w 2009 Stowarzyszenie Praw Człowieka z siedzibą w Gdańsku.

## Wybrane publikacje
- Próba rekonstrukcji przesłanek teoretycznych Marksowskiej koncepcji kultury i religii, Gdynia 1990
- Zarys historii filozofii, Słupsk 1997
- Filozofia. Zarys historii, Gdynia 2000
- Słownik pojęć filozoficzno-socjologicznych, wyrazów obcych i wyrażeń powszechnie stosowanych, Gdańsk 2000
- Kryzys kultury współczesnej, Gdańsk 2003
- Wstęp do socjologii krytycznej, Gdańsk 2006
- Prywatna własność środków produkcji. Od ojcobójstwa do syna marnotrawnego, Gdańsk 2010
- Wstęp do nauk o mądrości. Część pierwsza, Gdańsk 2015